# Mikkel Damsgaard
Mikkel Krogh Damsgaard (phát âm tiếng Đan Mạch: [ˈtɑmsˌkɒˀ]; sinh ngày 3 tháng 7 năm 2000) là một cầu thủ bóng đá chuyên nghiệp người Đan Mạch hiện đang thi đấu ở vị trí tiền vệ cánh hoặc tiền vệ tấn công cho câu lạc bộ Premier League Brentford và đội tuyển bóng đá quốc gia Đan Mạch.

## Thống kê sự nghiệp

### Câu lạc bộ
Tính đến ngày 8 tháng 11 năm 2022
| Club         | Season       | League           | League | League | National cup | National cup | League cup | League cup | Continental | Continental | Total | Total |
| Club         | Season       | Division         | Apps   | Goals  | Apps         | Goals        | Apps       | Goals      | Apps        | Goals       | Apps  | Goals |
| ------------ | ------------ | ---------------- | ------ | ------ | ------------ | ------------ | ---------- | ---------- | ----------- | ----------- | ----- | ----- |
| Nordsjælland | 2017–18      | Danish Superliga | 17     | 1      | 1            | 0            | —          | —          | —           | —           | 18    | 1     |
| Nordsjælland | 2018–19      | Danish Superliga | 32     | 1      | 1            | 0            | —          | —          | 6           | 0           | 39    | 1     |
| Nordsjælland | 2019–20      | Danish Superliga | 35     | 11     | 1            | 0            | —          | —          | —           | —           | 36    | 11    |
| Nordsjælland | Total        | Total            | 84     | 13     | 3            | 0            | 0          | 0          | 6           | 0           | 93    | 13    |
| Sampdoria    | 2020–21      | Serie A          | 35     | 2      | 2            | 0            | —          | —          | —           | —           | 37    | 2     |
| Sampdoria    | 2021–22      | Serie A          | 11     | 0      | 1            | 0            | —          | —          | —           | —           | 12    | 0     |
| Sampdoria    | Total        | Total            | 46     | 2      | 3            | 0            | 0          | 0          | 0           | 0           | 49    | 2     |
| Brentford    | 2022–23      | Premier League   | 9      | 0      | 0            | 0            | 2          | 0          | —           | —           | 11    | 0     |
| Career total | Career total | Career total     | 139    | 15     | 6            | 0            | 2          | 0          | 6           | 0           | 153   | 15    |

1. ↑  Appearances in UEFA Europa League

### Quốc tế
Tính đến ngày 26 tháng 4 năm 2023
| Đội tuyển quốc gia | Năm  | Trận | Bàn |
| ------------------ | ---- | ---- | --- |
| Đan Mạch           | 2020 | 1    | 0   |
| Đan Mạch           | 2021 | 12   | 4   |
| Đan Mạch           | 2022 | 8    | 0   |
| Đan Mạch           | 2023 | 3    | 0   |
| Đan Mạch           | 2024 | 2    | 0   |
| Tổng               | Tổng | 26   | 4   |

Bàn thắng và kết quả của Đan Mạch được để trước.
| # | Ngày                | Địa điểm                                  | Số trận | Đối thủ | Bàn thắng | Kết quả      | Giải đấu                      |
| - | ------------------- | ----------------------------------------- | ------- | ------- | --------- | ------------ | ----------------------------- |
| 1 | 28 tháng 3 năm 2021 | MCH Arena, Herning, Đan Mạch              | 2       | Moldova | 2–0       | 8–0          | Vòng loại FIFA World Cup 2022 |
| 2 | 28 tháng 3 năm 2021 | MCH Arena, Herning, Đan Mạch              | 2       | Moldova | 3–0       | 8–0          | Vòng loại FIFA World Cup 2022 |
| 3 | 21 tháng 6 năm 2021 | Sân vận động Parken, Copenhagen, Đan Mạch | 5       | Nga     | 1–0       | 4–1          | UEFA Euro 2020                |
| 4 | 7 tháng 7 năm 2021  | Sân vận động Wembley, London, Anh         | 8       | Anh     | 1–0       | 1–2 (s.h.p.) | UEFA Euro 2020                |